# Симоненко, Семён Яковлевич
Семён Я́ковлевич Симоне́нко (1904—1976) — советский генерал-майор авиации, начальник Качинского Краснознаменного военного авиационного училища лётчиков им. А. Ф. Мясникова (с 1943 по 1949 гг).

## Биография
С 6 января по 10 апреля 1940 года командовал 152-м истребительным авиационным полком. Участвовал в советско-финской войне и за отличие был награждён орденом Ленина.
C 27 марта по 7 июля 1941 года командовал 54-й истребительной авиационной дивизией. С 31 августа 1941 года по 10 февраля 1942 года командовал 92-й истребительной авиационной дивизией. Дивизия под командованием полковника Симоненко участвовала в боях на Ленинградском фронте.
15 июня 1942 года назначен командиром 240-й истребительной авиационной дивизии. В составе 6-й воздушной армии участвовал в воздушной блокаде демянской группировки противника и «за самоотверженную личную работу в борьбе с немецким фашизмом, умелое руководство частями» награждён орденом Красного Знамени.
15 апреля 1943 года назначен начальником Качинской Краснознамённой военной авиационной школы имени А. Ф. Мясникова. 26 октября 1944 года присвоено звание генерал-майора авиации. 3 ноября 1944 года «за долголетнюю и безупречную службу в Красной армии» награждён орденом Красной Звезды. «За повышение квалификации летных кадров» награждён орденом Отечественной войны I степени.
22 сентября 1959 года уволен в отставку.